# Lovefool (песня The Cardigans)
«Lovefool» (с англ. — «Влюблённая дурочка») — сингл шведской рок-группы The Cardigans с их третьего студийного альбома, First Band on the Moon. Он был выпущен в качестве лид-сингла 14 сентября 1996 года.
После переиздания в 1997 году сингл обрел международный успех, достигнув 2-й строчки в UK Singles Chart. Он также достиг 3-й строчки в Канаде и 2-й строчки в Billboard Hot 100 Airplay. Сингл возглавил Official New Zealand Music Chart и занял 11-ю строчку в Австралии, получив золотую сертификацию в данных странах.
Сингл вошел в саундтрек таких фильмов, как «Ромео + Джульетта», «Жестокие игры» и «Территория девственниц».

## История создания
Вокалистка группы, Нина Перссон, написала текст песни в аэропорту, ожидая самолета. Позже она сказала, что это довольно грустная песня о любви. Перссон также добавила, что самые самые грандиозные хиты обычно пишутся легче всего.

## Выход
Сингл стал хитом в Европе, достигнув 15-го места в шведском чарте синглов и 21-го места в UK Singles Chart после своего первого выпуска в 1996 году, а также 2-го места после переиздании в 1997 году и использовании в фильме «Ромео + Джульетта». Затем он добился международного успеха, став хитом номер один в Новой Зеландии. Сингл стал хитом в США после того, как достиг пика на 9-м месте в чарте Billboard Modern Rock Tracks, а затем 2-го места в чарте Hot 100 Airplay.
По словам Перссон, коммерческий успех Lovefool вывел ее из себя. Она объяснила это так:
Мы были, своего рода, снобами. Для нас такой успех означал что-то попсовое, а мы хотели оставаться рок-группой прежде всего.

## Критика
Джастин Чедвик с сайта Albumism заявил, что «Lovefool» — это одна из самых прямолинейных поп-песен современной эпохи, описав ее как чистое, изысканно преподнесенное поп-совершенство. Джон Буш из AllMusic в своей рецензии написал, что сингл представляет собой удручающий плач о неразделенной любви. Журнал Music & Media сказал, что это фирменный трек The Cardigans. Джейсон Коэн из Rolling Stone отметил, что манерность Перссон в песне на самом деле углубляет ее романтические чувства, когда она весело щебечет о своем статусе добровольно обманутой тряпки. Сэл Чинквемани отметил, что «Lovefool» обозначил The Cardigans, как группу одного хита в США.
Чарльз Аарон из журнала Spin назвал сингл лаунж-музыкой. Ник Миров из газеты The Stanford Daily отметил, что Перссон звучит слишком самоуверенно для девушки с разбитым сердцем. Хайме Ольгин из газеты Star-News назвал сингл китчевой поп-жемчужиной. Ян Хайланд из газеты Sunday Mirror заявил, что это лучшая поп-песня 1997 года.
Сингл занял 18-е место в опросе Pazz & Jop 1996 года и 19-е в следующем году. Журнал Slant включил песню под номером 40 в свой список «100 лучших синглов 1990-х», а Pitchfork Media поместил ее под номером 66 в свой список «Топ-200 треков 1990-х». Treblezine включил песню под номером 50 в список «Топ-100 синглов 90-х» в 2007 году. В 2012 году Porcys включил песню под номером 2 в свой рейтинг «100 синглов 1990—1999».

## Видеоклип
На песню было снято два клипа. Первый — для Великобритании и Европы — гораздо более мрачный, отражающий оригинальный стиль группы по словам Нины Перссон.
Второй был снят режиссером Джеффом Муром в Нью-Йорке . В нем изображен мужчина, заблудившийся на острове и бросающий в воду послание в бутылке. Его возлюбленная изображена на скамье подсудимых, читающей газету, в конце клипа она получает послание и улыбается. Сама группа находится в бутылке, а затем выпускается мужчиной с острова. В середине песни группа также берет интервью у нескольких репортеров в аквалангах.

## Трек-лист
1. «Lovefool»
2. «Nasty Sunny Beam»
3. «Iron Man» (First Try)

Re-issue 1
1. «Lovefool» (radio edit)
2. «Lovefool» (Tee’s Club Radio)
3. «Lovefool» (Tee’s Frozen Sun Mix)
4. «Lovefool» (Puck version)

Re-issue 2
1. «Lovefool» (Radio edit)
2. «Sick & Tired» (live)
3. «Carnival» (live)
4. «Rise & Shine» (live)

## Чарты
| Чарт (1996)                         | Высшая позиция |
| ----------------------------------- | -------------- |
| Европа (Eurochart Hot 100)          | 50             |
| Финляндия (Suomen virallinen lista) | 5              |
| Исландия (Íslenski Listinn Topp 40) | 10             |
| Ирландия (IRMA)                     | 11             |
| Швеция (Sverigetopplistan)          | 15             |
| Шотландия (OCC Scotland)            | 22             |
| Великобритания (OCC UK Singles)     | 21             |

| Чарт (1997)                              | Высшая позиция |
| ---------------------------------------- | -------------- |
| Австралия (ARIA)                         | 11             |
| Австрия (Ö3 Austria Top 40)              | 7              |
| Бельгия/Фландрия (Ultratop 50)           | 16             |
| Бельгия/Валлония (Ultratop 50)           | 30             |
| Канада (RPM Top Singles)                 | 3              |
| Канада (RPM Adult Contemporary)          | 12             |
| Канада (RPM Rock/Alternative)            | 4              |
| Европа (Eurochart Hot 100)               | 7              |
| Франция (SNEP)                           | 31             |
| Германия (GfK)                           | 6              |
| Венгрия (Mahasz)                         | 5              |
| Ирландия (IRMA)                          | 13             |
| Нидерланды (Dutch Top 40)                | 24             |
| Нидерланды (Single Top 100)              | 21             |
| Новая Зеландия (Recorded Music NZ)       | 1              |
| Шотландия (OCC Scotland)                 | 1              |
| Швейцария (Schweizer Hitparade)          | 22             |
| Великобритания (OCC UK Singles)          | 2              |
| США (Billboard Adult Contemporary)       | 23             |
| США (Billboard Adult Pop Airplay)        | 2              |
| США (Billboard Alternative Airplay)      | 9              |
| США (Billboard Dance Club Songs)         | 5              |
| США (Hot Dance Singles Sales, Billboard) | 24             |
| США (Billboard Pop Airplay)              | 1              |
| США (Billboard Radio Songs)              | 2              |
| США (Billboard Rhythmic)                 | 18             |

| Чарт (1996)                         | Позиция |
| ----------------------------------- | ------- |
| Исландия (Íslenski Listinn Topp 40) | 53      |
| Швеция (Sverigetopplistan)          | 60      |

| Чарт (1997)                              | Позиция |
| ---------------------------------------- | ------- |
| Австралия (ARIA)                         | 52      |
| Канада (Top Singles, RPM)                | 31      |
| Канада (Adult Contemporary, RPM)         | 92      |
| Канада (Rock/Alternative, RPM)           | 47      |
| Европа (Eurochart Hot 100)               | 59      |
| Германия (Official German Charts)        | 33      |
| Новая Зеландия (Recorded Music NZ)       | 36      |
| Великобритания (Official Charts Company) | 31      |

| Чарт                               | Позиция |
| ---------------------------------- | ------- |
| США (Mainstream Top 40, Billboard) | 70      |

| Регион | Сертификация | Продажи  |
| --- | ------------ | -------- |
| Австралия (ARIA) | Золотой      | 35 000^  |
| Новая Зеландия (RMNZ) | Золотой      | 5000*    |
| Великобритания (BPI) | Золотой      | 400 000^ |
| * Данные о продажах приведены только на основе сертификации. ^ Данные о тиражах приведены только на основе сертификации. |              |          |

## Каверы
- Группа New Found Glory записали кавер-версию сингла для своего альбома From the Screen to Your Stereo Part II.
- Актриса и певица Лейтон Мистер исполнила свою версию этой песни в июне 2015 года для сериала A.V. Undercover[63].
- Японская поп-певица Дрим Ами также записала кавер-версию этой песни[64].
- Джазовый проект Postmodern Jukebox записал кавер-версию этой песни в стиле Фрэнка Синатры и биг-бэнда[65].
- Немецкий музыкальный коллектив twocolors 8 мая 2020 выпустил кавер-версию этой песни.

### Сэмплы
Певец Джастин Бибер позаимствовал припев из песни для своего сингла «Love Me» в 2009 году.

### Версия Twocolors
Немецкий электронный дуэт Twocolors записал кавер-версию этой песни в 2020 году. Она была отмечена в Германии и многих европейских чартах. Кавер возглавил чарты в Польше и добился большого успеха в постсоветских странах, особенно в России. Версия песни с участием американской певицы Пиа Миа была выпущена 12 ноября 2020 года.

### Чарты
| Чарт (2020)                                | Пиковая позиция |
| ------------------------------------------ | --------------- |
| Австрия (Ö3 Austria Top 40)                | 10              |
| Бельгия/Валлония (Ultratip Bubbling Under) | 9               |
| СНГ (TopHit Airplay)                       | 1               |
| Финляндия (Suomen virallinen lista)        | 10              |
| Франция (SNEP)                             | 103             |
| Германия (GfK)                             | 11              |
| Венгрия (Rádiós Top 40)                    | 13              |
| Венгрия (Single Top 40)                    | 17              |
| Венгрия (Stream Top 40)                    | 23              |
| Польша (Polish Airplay Top 100)            | 1               |
| Россия (TopHit Airplay)                    | 1               |
| Serbia (Radiomonitor)                      | 16              |
| Slovenia (SloTop50)                        | 5               |
| Словакия (Rádio – Top 100)                 | 1               |
| Швейцария (Schweizer Hitparade)            | 16              |
| Украина (TopHit Airplay)                   | 1               |
| US Hot Dance/Electronic Songs (Billboard)  | 17              |

| Чарт (2020)                               | Позиция |
| ----------------------------------------- | ------- |
| Germany (Official German Charts)          | 28      |
| US Hot Dance/Electronic Songs (Billboard) | 97      |

### Сертификации
| Регион                                                                      | Сертификация  | Продажи |
| --------------------------------------------------------------------------- | ------------- | ------- |
| Польша (ZPAV)                                                               | 2× Платиновый | 40 000  |
| Данные о продажах + прослушиваниях приведены только на основе сертификации. |               |         |